# Saint-Germain-de-Salles
Pour les articles homonymes, voir Saint-Germain.
Saint-Germain-de-Salles est une commune française située dans le département de l'Allier, en région Auvergne-Rhône-Alpes.

## Géographie

### Localisation
Saint-Germain-de-Salles est située au sud du département de l'Allier, dans la Limagne bourbonnaise.
Sept communes sont limitrophes :
| Ussel-d'Allier | Étroussat               | Barberier        |
| Charroux       | Saint-Germain-de-Salles | Broût-Vernet     |
| Jenzat         |                         | Le Mayet-d'École |

### Climat
Pour des articles plus généraux, voir Climat d'Auvergne-Rhône-Alpes et Climat de l'Allier.
En 2010, le climat de la commune est de type climat océanique dégradé des plaines du Centre et du Nord, selon une étude du CNRS s'appuyant sur une série de données couvrant la période 1971-2000. En 2020, Météo-France publie une typologie des climats de la France métropolitaine dans laquelle la commune est exposée à un climat de montagne ou de marges de montagne et est dans une zone de transition entre les régions climatiques « Centre et contreforts nord du Massif Central » et « Nord-est du Massif Central ».
Pour la période 1971-2000, la température annuelle moyenne est de 11,2 °C, avec une amplitude thermique annuelle de 16,2 °C. Le cumul annuel moyen de précipitations est de 719 mm, avec 9,9 jours de précipitations en janvier et 6,9 jours en juillet. Pour la période 1991-2020, la température moyenne annuelle observée sur la station météorologique de Météo-France la plus proche, « Chareil-Cintrat_sapc », sur la commune de Chareil-Cintrat à 10 km à vol d'oiseau, est de 11,9 °C et le cumul annuel moyen de précipitations est de 676,1 mm,. Pour l'avenir, les paramètres climatiques de la commune estimés pour 2050 selon différents scénarios d'émission de gaz à effet de serre sont consultables sur un site dédié publié par Météo-France en novembre 2022.

## Urbanisme

### Typologie
Au 1er janvier 2024, Saint-Germain-de-Salles est catégorisée commune rurale à habitat dispersé, selon la nouvelle grille communale de densité à 7 niveaux définie par l'Insee en 2022.
Elle est située hors unité urbaine et hors attraction des villes,.

### Occupation des sols

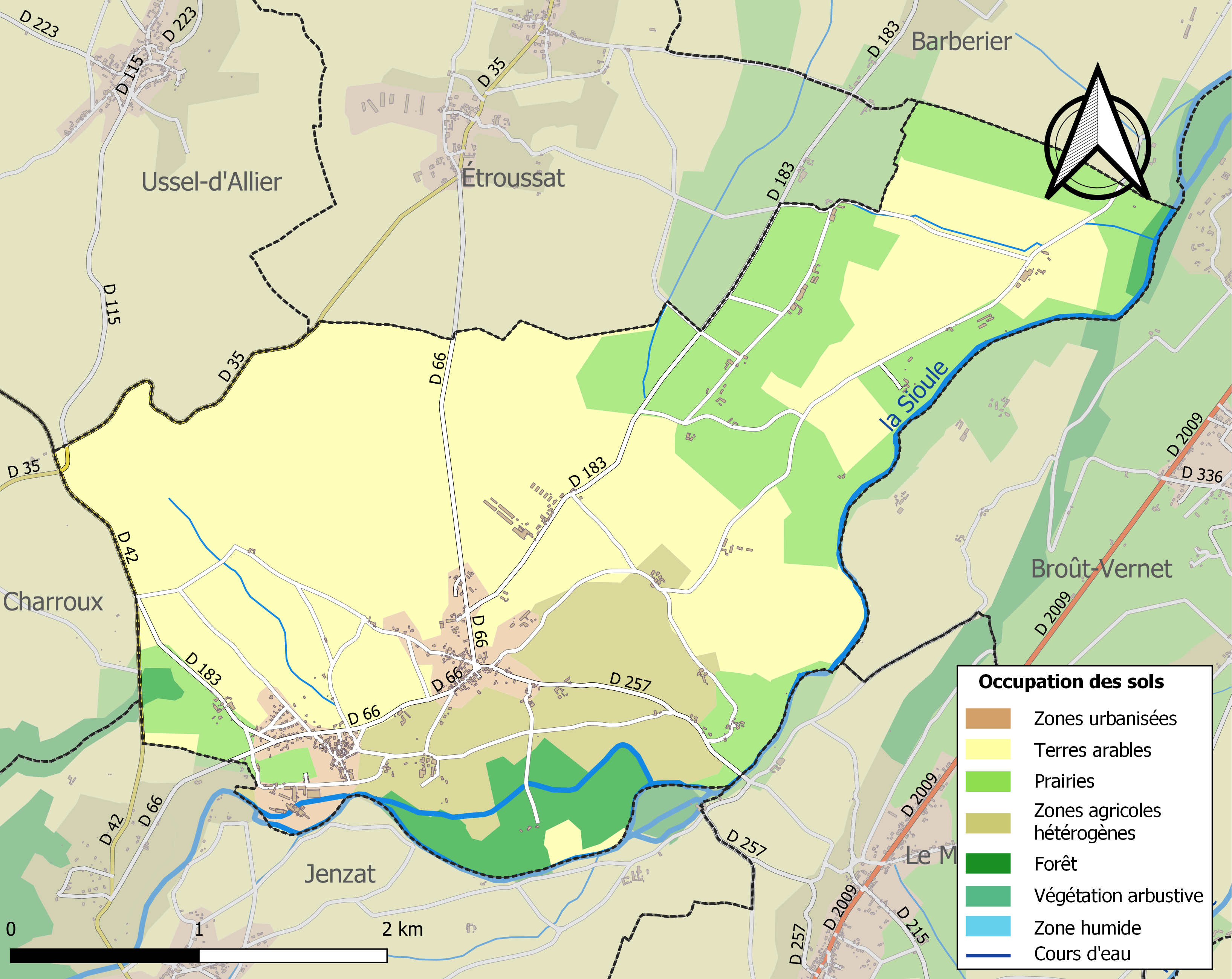
Carte des infrastructures et de l'occupation des sols de la commune en 2018 (CLC).

L'occupation des sols de la commune, telle qu'elle ressort de la base de données européenne d’occupation biophysique des sols Corine Land Cover (CLC), est marquée par l'importance des territoires agricoles (90,2 % en 2018), une proportion identique à celle de 1990 (90,2 %). La répartition détaillée en 2018 est la suivante : terres arables (56,2 %), prairies (22,4 %), zones agricoles hétérogènes (11,6 %), forêts (5,1 %), zones urbanisées (4,7 %).
L'IGN met par ailleurs à disposition un outil en ligne permettant de comparer l’évolution dans le temps de l’occupation des sols de la commune (ou de territoires à des échelles différentes). Plusieurs époques sont accessibles sous forme de cartes ou photos aériennes : la carte de Cassini (XVIIIe siècle), la carte d'état-major (1820-1866) et la période actuelle (1950 à aujourd'hui).

### Voies de communication et transports
Le territoire communal est traversé par les routes départementales 35, reliant Saint-Pourçain-sur-Sioule au nord et Ébreuil au sud-ouest, en longeant la frontière communale avec Ussel-d'Allier ; 42, reliant Chantelle au nord-ouest et Saulzet au sud-est en longeant la frontière avec Charroux ; 66, reliant Étroussat au nord et Jenzat au sud ; 183, reliant la RD 42 à l'ouest et Bayet au nord ; et 257 (reliant le centre-bourg au Mayet-d'École en direction de la RD 2009, ancienne route nationale 9).

## Histoire
Avant 1789, la commune faisait partie de l'ancienne province du Bourbonnais issue de la seigneurie de Bourbon médiévale.
Pendant la période révolutionnaire de la Convention nationale (1792-1795), le village prit le nom de Bel-Air.
La commune de Salles fut réunie à Saint-Germain en 1811, pour former la commune de Saint-Germain-de-Salles. La commune de Saint-Cyprien fut réunie à Saint-Germain-de-Salles en 1812.

## Politique et administration

### Découpage territorial
Sur le plan administratif, Saint-Germain-de-Salles dépendait du district de Gannat en 1793 puis de l'arrondissement de Gannat entre 1801 et 1926, puis de l'arrondissement de Moulins de 1926 à 2023, puis à l'arrondissement de Vichy depuis 2024, ainsi que du canton de Charroux en 1793 puis de celui de Chantelle-le-Château (puis de Chantelle) de 1801 à 2015.
À la suite du redécoupage cantonal de 2014, la commune est rattachée au canton de Gannat.
Saint-Germain-de-Salles a fait partie, jusqu'en 2016, de la communauté de communes du Bassin de Gannat. Celle-ci a fusionné le 1er janvier 2017 avec les communautés de communes en Pays Saint-Pourcinois et Sioule, Colettes et Bouble pour constituer la communauté de communes Saint-Pourçain Sioule Limagne.
Par arrêté préfectoral du 2 janvier 2024, la commune est retirée le 1er janvier 2024 de l'arrondissement de Moulins et rattachée à l'arrondissement de Vichy.

### Administration municipale
En 2011, Saint-Germain-de-Salles comptait 444 habitants. Ce nombre étant compris entre 100 et 499, onze membres sont élus au conseil municipal.
| Période                                  | Période                      | Identité         | Étiquette | Qualité  |
| ---------------------------------------- | ---------------------------- | ---------------- | --------- | -------- |
| Les données manquantes sont à compléter. |                              |                  |           |          |
| avant 1995                               | 2001                         | Serge Lambersend | DVD       |          |
| mars 2001                                | mars 2008                    | Jean-Claude Luga |           |          |
| mars 2008                                | En cours (au 8 juillet 2020) | Robert Pinfort   | PRG       | Retraité |

### Instances judiciaires
Saint-Germain-de-Salles dépend de la cour administrative d'appel de Lyon, de la cour d'appel de Riom, du tribunal administratif de Clermont-Ferrand, du tribunal de proximité de Vichy, du tribunal judiciaire et du tribunal de commerce de Cusset.

## Population et société

### Démographie

#### Évolution démographique
L'évolution du nombre d'habitants est connue à travers les recensements de la population effectués dans la commune depuis 1793. Pour les communes de moins de 10 000 habitants, une enquête de recensement portant sur toute la population est réalisée tous les cinq ans, les populations de référence des années intermédiaires étant quant à elles estimées par interpolation ou extrapolation. Pour la commune, le premier recensement exhaustif entrant dans le cadre du nouveau dispositif a été réalisé en 2004.

En 2022, la commune comptait 426 habitants, en évolution de +0,47 % par rapport à 2016 (Allier : −1,38 %, France hors Mayotte : +2,11 %).
| 1793 | 1800 | 1806 | 1821 | 1831 | 1836 | 1841 | 1846 | 1851 |
| ---- | ---- | ---- | ---- | ---- | ---- | ---- | ---- | ---- |
| 176  | 199  | 272  | 780  | 864  | 812  | 926  | 922  | 900  |

| 1856 | 1861 | 1866 | 1872 | 1876 | 1881 | 1886 | 1891 | 1896 |
| ---- | ---- | ---- | ---- | ---- | ---- | ---- | ---- | ---- |
| 948  | 880  | 870  | 849  | 863  | 820  | 789  | 786  | 788  |

| 1901 | 1906 | 1911 | 1921 | 1926 | 1931 | 1936 | 1946 | 1954 |
| ---- | ---- | ---- | ---- | ---- | ---- | ---- | ---- | ---- |
| 742  | 761  | 688  | 597  | 588  | 558  | 545  | 510  | 492  |

| 1962 | 1968 | 1975 | 1982 | 1990 | 1999 | 2004 | 2006 | 2009 |
| ---- | ---- | ---- | ---- | ---- | ---- | ---- | ---- | ---- |
| 510  | 509  | 473  | 466  | 445  | 412  | 442  | 433  | 439  |

| 2014 | 2019 | 2022 | - | - | - | - | - | - |
| ---- | ---- | ---- | - | - | - | - | - | - |
| 423  | 427  | 426  | - | - | - | - | - | - |

#### Pyramide des âges
En 2021, le taux de personnes d'un âge inférieur à 30 ans s'élève à 27,9 %, soit en dessous de la moyenne départementale (29,0 %). De même, le taux de personnes d'âge supérieur à 60 ans est de 33,9 % la même année, alors qu'il est de 35,6 % au niveau départemental.
En 2021, la commune comptait 207 hommes pour 220 femmes, soit un taux de 51,52 % de femmes, légèrement inférieur au taux départemental (52,03 %).
Les pyramides des âges de la commune et du département s'établissent comme suit :
| Hommes | Classe d’âge | Femmes |
| ------ | ------------ | ------ |
| 2,5    | 90 ou +      | 0,0    |
| 8,3    | 75-89 ans    | 10,2   |
| 25,5   | 60-74 ans    | 21,3   |
| 22,8   | 45-59 ans    | 21,5   |
| 17,2   | 30-44 ans    | 15,3   |
| 10,1   | 15-29 ans    | 16,2   |
| 13,6   | 0-14 ans     | 15,5   |

| Hommes | Classe d’âge | Femmes |
| ------ | ------------ | ------ |
| 1,2    | 90 ou +      | 3      |
| 10     | 75-89 ans    | 13,4   |
| 21,3   | 60-74 ans    | 22     |
| 20,6   | 45-59 ans    | 19,6   |
| 15,7   | 30-44 ans    | 15     |
| 15,6   | 15-29 ans    | 12,9   |
| 15,7   | 0-14 ans     | 14     |

### Enseignement
Saint-Germain-de-Salles dépend de l'académie de Clermont-Ferrand. Elle gère une école élémentaire publique.
Hors dérogations à la carte scolaire, les collégiens sont scolarisés à Gannat et les lycéens à Saint-Pourçain-sur-Sioule ou à Cusset.

## Économie

### Emploi
En 2013, la population âgée de quinze à soixante-quatre ans s'élevait à 258 personnes, parmi lesquelles on comptait 73,6 % d'actifs dont 65 % ayant un emploi et 8,7 % de chômeurs.
On comptait 234 emplois dans la zone d'emploi. Le nombre d'actifs ayant un emploi résidant dans la zone étant de 168, l'indicateur de concentration d'emploi s'élève à 139,6 %, ce qui signifie que la commune offre plus d'un emploi par habitant actif.
144 des 168 personnes âgées de quinze ans ou plus (soit 86,1 %) sont des salariés. 30,3 % des actifs travaillent dans la commune de résidence.

### Entreprises
Au 1er janvier 2015, Saint-Germain-de-Salles comptait dix-sept entreprises : trois dans l'industrie, trois dans la construction, six dans le commerce, le transport, l'hébergement et la restauration et cinq dans les services aux entreprises.
En outre, elle comptait vingt-et-un établissements.
L'entreprise la plus importante est Axéréal Élevage, dont le siège et plusieurs établissements sont situés sur la commune. Filiale du groupe coopératif Axéréal, elle est spécialisée dans la nutrition animale et divers services aux éleveurs.

### Tourisme
La commune comptait un hôtel non classé de sept chambres au 1er janvier 2016.

## Culture et patrimoine

### Lieux et monuments
Saint-Germain-de-Salles possède un seul édifice inscrit au titre des monuments historiques, le château de Salles.
- Château de Salles, construit dans la 1re moitié du XVIe siècle, inscrit le 24 janvier 1947.
- Château des Joyeux.
- Château de Bel-Air.
- Château de Céron.
- Église Saint-Germain de Saint-Germain-de-Salles.

### Personnalités liées à la commune
- Hubert Pradon-Vallancy (1891-1943), député de l'Allier de 1928 à 1932. Décédé le 7 août 1943 au château des Joyeux (à Saint-Germain-de-Salles), qu'il avait acheté en 1918.